# Frédéric Mitterrand
Frédéric Mitterrand (21 de agosto de 1947 – 21 de março de 2024) foi um ator, roteirista, produtor e político francês que atuou como ministro da Cultura e da Comunicação da França de 2009 a 2012, durante o governo do presidente Nicolas Sarkozy.

## Primeiros anos e carreira
Nascido em Paris, era sobrinho de François Mitterrand (1916–1996), presidente da França de 1981 a 1995, e filho do engenheiro Robert Mitterrand (1915–2002) e Édith Cahier, sobrinha de Eugène Deloncle, cofundador da "La Cagoule". Em razão de sua herança familiar, Mitterrand adquiriu cidadania tunisiana em 1995. Ele era abertamente bissexual.
Mitterrand estudou no Lycée Janson de Sailly em Paris e cursou história e geografia na Universidade Paris-Oeste Nanterre La Défense e ciência política no Sciences Po. Lecionou economia, história e geografia no EABJM de 1968 a 1971. Em 1978, foi crítico de cinema na J'informe. De 1971 a 1986, administrou vários cinemas de arte em Paris (Olympic Palace, Entrepôt e Olympic-Entrepôt). Também atuou em diversos filmes e, nos anos 1980, trabalhou como produtor e diretor em produções de TV. Mitterrand também escrevia uma coluna mensal para Têtu.
Em junho de 2008, Mitterrand foi nomeado diretor da Academia Francesa em Roma pelo presidente Nicolas Sarkozy, e, no ano seguinte, foi nomeado ministro da Cultura e da Comunicação, cargo que ocupou até o fim do mandato de Sarkozy.

## Controvérsia em torno deLa Mauvaise Vie
O romance La Mauvaise Vie (em tradução livre: A Vida Má), que misturava elementos autobiográficos e ficcionais, gerou significativa controvérsia. Na obra, ele detalhava seu "prazer" ao visitar bordéis masculinos em Banguecoque, e escreveu: "...eu adquiri o hábito de pagar por garotos... A profusão de rapazes jovens, muito atraentes e imediatamente disponíveis me colocava em um estado de desejo que eu não precisava mais reprimir ou esconder." Seus escritos foram inicialmente elogiados por sua franqueza, mas, quatro anos depois, voltaram à tona após sua defesa de Roman Polanski, que havia sido detido na Suíça e aguardava extradição para responder nos Estados Unidos a acusações de abuso sexual contra menor.
Em 5 de outubro de 2009, Marine Le Pen citou trechos do livro na televisão francesa, acusando-o de ter relações sexuais com menores e de participar de "turismo sexual", exigindo sua renúncia. Ele também foi criticado pelo então porta-voz do Partido Socialista, Benoît Hamon, que afirmou: "como ministro da Cultura, ele chamou atenção para si mesmo ao defender [Polanski], e escreveu um livro no qual disse que se aproveitou do turismo sexual. Para dizer o mínimo, acho isso chocante." Por outro lado, recebeu apoio de um assessor próximo a Nicolas Sarkozy, que disse que o presidente francês apoiava seu ministro da Cultura, classificando a polêmica como "patética".
A mistura de fato e ficção dificultou sua defesa; enquanto Mitterrand insistia que o livro não era uma autobiografia, a editora o descreveu como um "romance inspirado em autobiografia", e a BBC o classificou como "romance autobiográfico". Em sua própria defesa, Mitterrand afirmou: "Cada vez que estive com pessoas que tinham minha idade, ou que eram cinco anos mais jovens – não havia a menor ambiguidade – e que eram consententes", acrescentando que usava o termo "garotos" de forma ampla, tanto em sua vida como no livro. Também declarou: "Condeno o turismo sexual, que é uma vergonha. Condeno a pedofilia, da qual nunca participei de forma alguma".

## Morte
Após um ano de doença, Frédéric Mitterrand morreu de câncer em 21 de março de 2024, aos 76 anos.

## Filmografia
Ator
- 1960: Fortunat

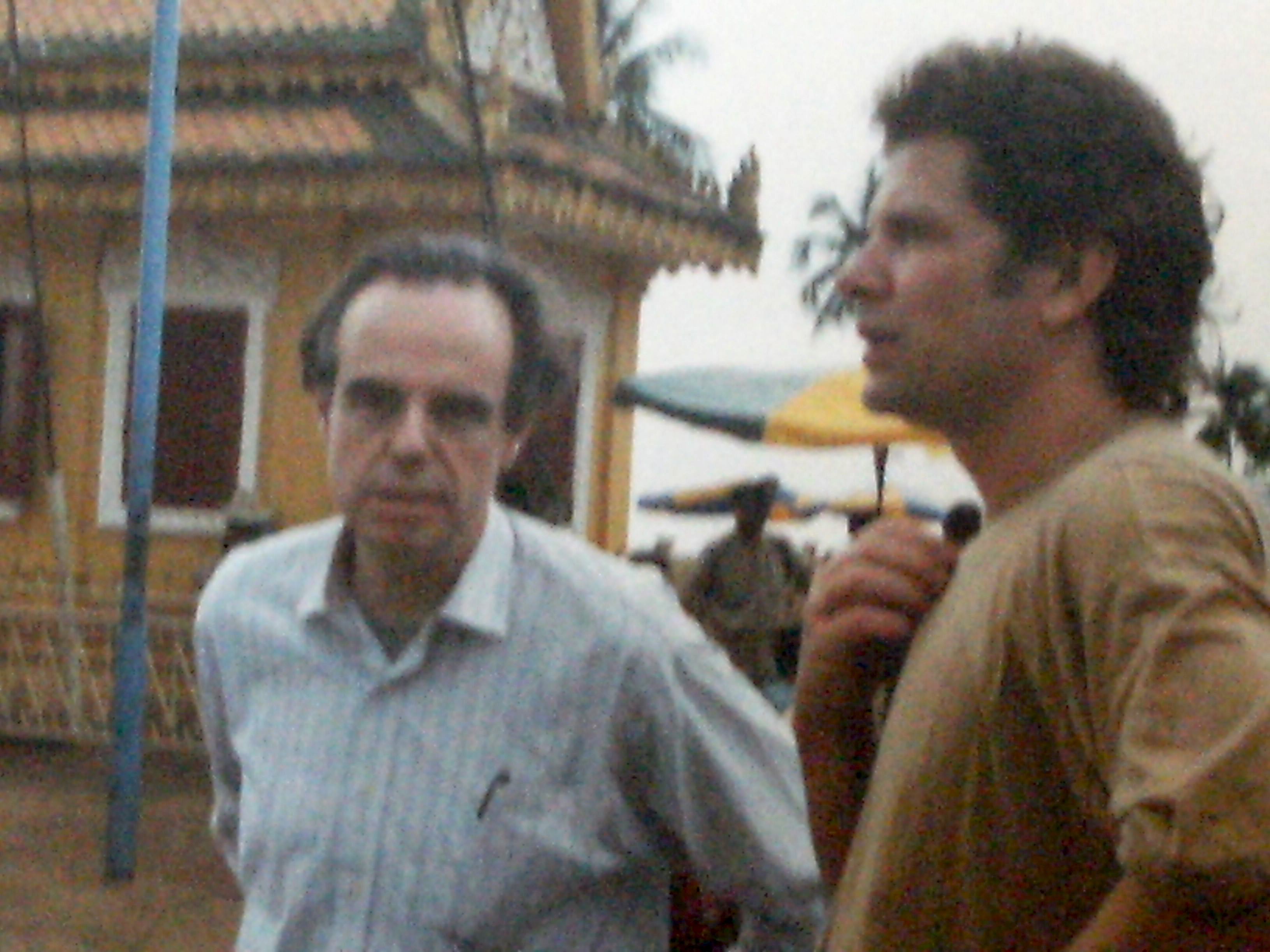
Mitterrand (à esquerda) em uma filmagem em 1990

- 1992: La collection secrète de Salvador Dalí, de Otto Kelmer[16]
- 1997: Mon copain Rachid, de Philippe Barassat
- 1998: Que la lumière soit, de Arthur Joffé
- 2001: O Fabuloso Destino de Amélie Poulain, de Jean-Pierre Jeunet

Diretor
- 1981: Lettres d'amour en Somalie
- 1984: Paris vu par… vingt ans plus tard
- 1995: Madame Butterfly, adaptação da ópera de Puccini

Produtor
- Les Aigles foudroyés, documentário
- Mémoires d'exil, documentário
- Fairouz, documentário, 1998
- Je suis la Folle de Brejnev, 2001
- FARAH: The Last Empress, documentário, 2009[17]

## Publicações
- Tous désirs confondus, Actes Sud, 1988, nova ed. 2009
- Mémoires d'exil, Robert Laffont, 1990, ISBN 978-2-221-09023-7
- Destins d'étoiles – tomos 1, 2, 3, 4 – Fixot, 1991–1992
- Monte Carlo: la légende, Assouline, 1993
- Une saison tunisienne, sob a direção de Frédéric Mitterrand e Soraya Elyes-Ferchichi, Actes Sud, 1995
- L'Ange bleu: un film de Joseph von Sternberg, Plume, 1995
- Madame Butterfly, Plume, 1995
- Les Aigles foudroyés – la fin des Romanov des Habsbourg et des Hohenzollern, Pocket, 1998
- Un jour dans le siècle, Robert Laffont, 2000
- La Mauvaise Vie, Robert Laffont, 2005
- Lettres d'amour en Somalie, Pocket, setembro de 2006
- Maroc, 1900–1960 Un certain regard, com Abdellah Taïa, Actes Sud, 2007
- Le Festival de Cannes, Robert Laffont, 2007
- Le désir et la chance, Robert Laffont, 2012
- La récréation, Robert Laffont, 2013

## Condecorações

### Condecorações nacionais
- França: Ex-chanceler oficial da Legião de Honra[18][19]
- França: Ex-chanceler oficial da Ordem Nacional do Mérito (França)[20]
- França: Ex-chanceler comandante da Ordem das Artes e das Letras[21][22]

### Condecorações estrangeiras
- Mônaco: Oficial da Ordem do Mérito Cultural (Mônaco)[23]
- Casa Real da Romênia: Comandante da Ordem da Coroa (Romênia)[24][25]
- Casa Real da Romênia: Cavaleiro da Cruz da Casa Real da Romênia[26]